# Loftacarus siefi
Loftacarus siefi är en kvalsterart som beskrevs av Lee 1981. Loftacarus siefi ingår i släktet Loftacarus och familjen Acaronychidae. Inga underarter finns listade i Catalogue of Life.